# Théâtre des Jeunes-Artistes

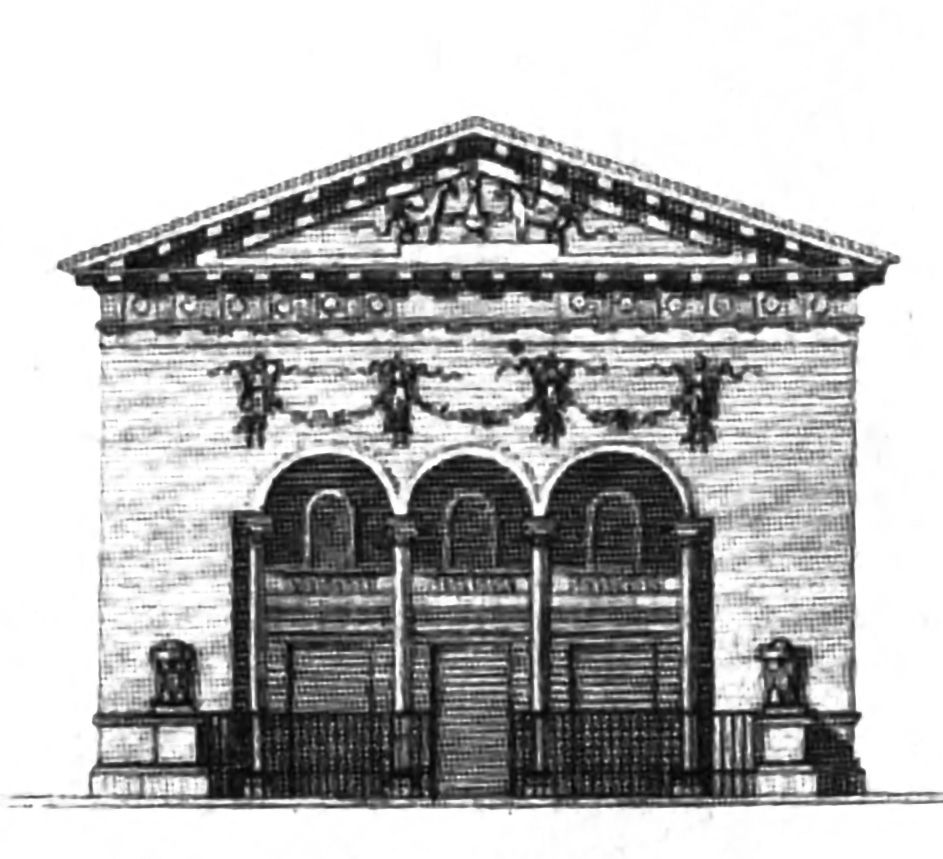
Théâtre des Jeunes Artistes

Théâtre des Jeunes-Artistes var en tidigare teater i Paris tionde arrondissement, grundad 1790.
Teatern hade kapacitet för 520 åskådare. Det var en barnteatern där barnskådespelare uppträdde. Det var ett populärt etablissemang som åtnjöt stor framgång, men det tvingades stänga på grund av Napoleons dekret om teatermonopol i Paris 1807.  